# Сторгатан
Сторгатан (швед. Storgatan; «Главная улица» или буквально «Великая улица») — одна из самых длинных улиц в городе Умео (Швеция), имеет длину около 4 км. Сторгатан проходит мимо основных районов города на северной стороне реки Умеэльвен. Улица тянется от старых границ города на Тверен на западе до Восточного вокзала Умео, недалеко от университетского госпиталя Норрланд, на востоке города.
На Сторгатане расположен целый ряд исторических зданий муниципалитета Умео и пять главных парков города. В среднем в сутки по этой улице проезжает около 8900 автомобилей (по состоянию на 2006 год).

## История
Когда в 1622 году был основан город Умео, на северной стороне реки Умеэльвен располагались две продольных улицы параллельно реке и пять — перпендикулярно, каждая из которых вела к реке. Южная длинная улица (ныне Сторгатан) продолжалась и дальше границ города в виде прибрежной дороги, которая находилась между Стокгольмом и Торном.
Местный маршрут прибрежной дороги шёл от Робака к месту паромной переправы на реке Умеэльвен до Бакенкиркана через Умео, а затем вокруг южной оконечности Нидальсьена и на Иннертавле.
Сторгатан как улица был проложен в 1780 году, в 1782 году дома, расположенные вдоль него, получили номера, так как было решено, что все дома и фермы в Умео должны быть пронумерованы. Числа должны были быть написаны на деревянной доске и прибиты над главными входами в здания.
В 1864 году Умео получил новый план города, который был скопирован с Николасстада (ныне город Вааса), восстановленного после пожара в 1852 году.
В этом плане была увеличена ширина улиц. Ширина Сторгатана увеличилась с 4-5 м до примерно 18 м. Новый план установил также места для тротуаров и газонов вдоль улицы. Полосы примерно 3 м в ширину должны были быть засажены цветами и кустами за счёт домовладельцев. Владельцы домов также получали обязательства в отношении заборов. Однако эти правила не распространяются на уже развитые районы по экономическим соображениям.
В 1866 году в Умео было принято новое постановление, согласно которому вдоль тротуаров должны были быть равномерно посажены подходящего вида широколистные деревья. Были произведены посадки вдоль западной части Сторгатана. Однако посадка берёз на городских тротуарах в больших масштабах была предпринята только после пожара 1888 года. В 1892 году было решено, что берёза является наиболее подходящим деревом для посадки около городских тротуаров.
Преобразование центра города в 1950—1960= годах также коснулось зданий, расположенные на Сторгатане. Лишь некоторые из старых деревянных домов не были разрушены, а все прочие были заменены современными зданиями, такими как существующий ныне торговый центр MVG (построен в 1963 году), одна из сторон которого выходит на Сторгатан.
В 2002 году центральная часть Сторгатана была реконструирована, чтобы иметь более оригинальный вид. Размеры улицы составили 6,5 м в ширину у проезжей части и 5 м в ширину у тротуаров с берёзами по обе стороны проезжей части. Между берёзами были добавлены парковочные места.